# Villa (Hotellerie)

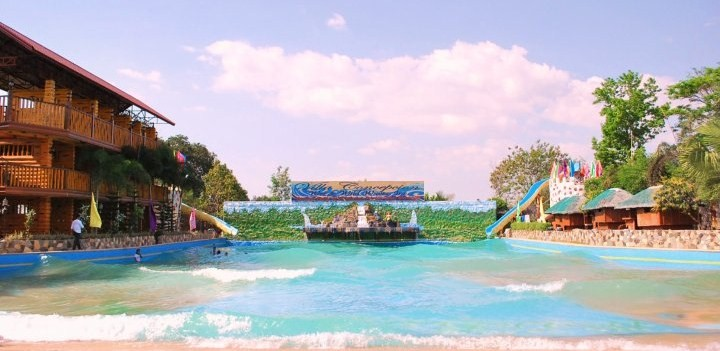
Typisches tropisches Resort-Hotel, links der Hoteltrakt, rechts die Villenanlage
(Villa Concepcion Wet and Wild, Pandi, Bulacan, Philippinen)

Unter Villa versteht man in der Hotellerie eine gehobene Form des Ferienhauses.
Heute verfügen viele ländliche Luxushotels über begleitend einzelstehende Häuser in Art eines Bungalows, die neben den Zimmern vermietet werden. Sie verfügen meist über eigenen, abgegrenzten Freiraum wie Garten oder Swimmingpool. Damit stellen sie eine Weiterentwicklung des Bungalowhotels (Lodge) dar. Verbreitet bilden sie einen Teil eines Resorts, also einer umfangreicheren, über reinen Hotelbetrieb hinausgehenden Beherbergungs- und Freizeitanlage. Typische Zusätze zum Hotelnamen sind dann «Villas & Spa Resort» und Ähnliches.
Dabei wird die ganze Beherbergungs-Infrastruktur, etwa der Zimmerservice, zur Verfügung gestellt. Die Villa-Gäste können auch die öffentlicheren Angebote des Hotels selbst, also Restaurants und Cafés, Salons, Einkaufsangebote, Spa, Konferenzräumlichkeiten usw. nutzen. Entsprechend ähnlichen Spezialisierungen (All-Suite) nennt man reine Bungalowanlagen ohne explizitem Haupthaus All-Villa.
Villas werden typischerweise im Rahmen eines mehrtägigen Aufenthalts genutzt. Daneben sind sie – wie Suiten als Apartment – auch langfristig zu mieten, und teils sogar käuflich zu erwerben, wobei das Betreuungsangebot bestehen bleibt. 
Charakteristisch für die Hotelarchitektur ist verbreitet der Rückgriff auf lokale Bauformen, die mit moderner Architektur und den Raumkonzepten des gehobenen Wohnens kombiniert werden (Kritischer Regionalismus), und sich von der zum Monumentalen neigenden Repräsentationsarchitektur der Hotelbauten deutlich abgrenzen.

Modernistisch-lokalisierende Bauformen
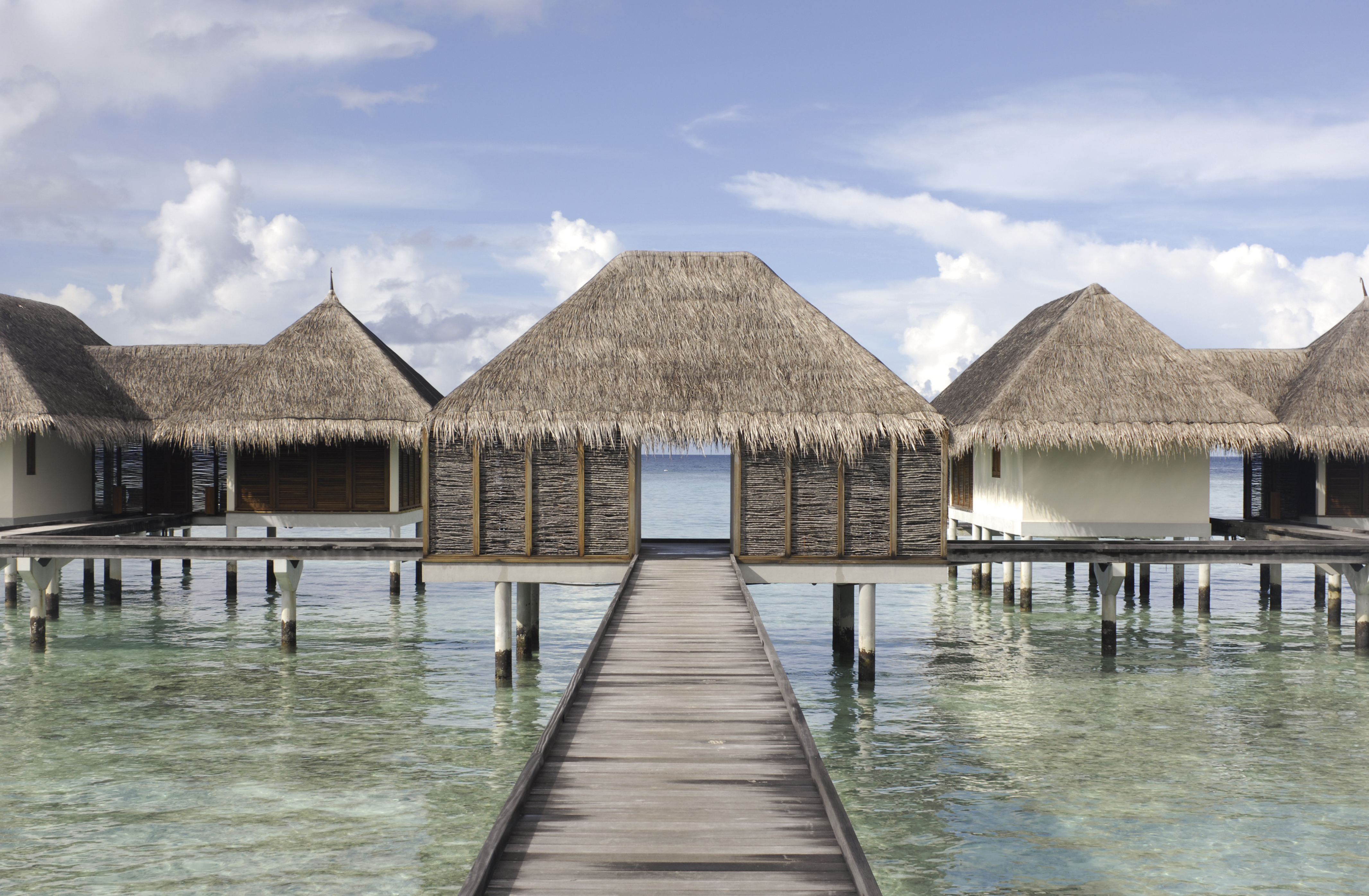
Schilfgedeckte Pfahlbauten (Landaa Giraavaru Resort, Malediven)
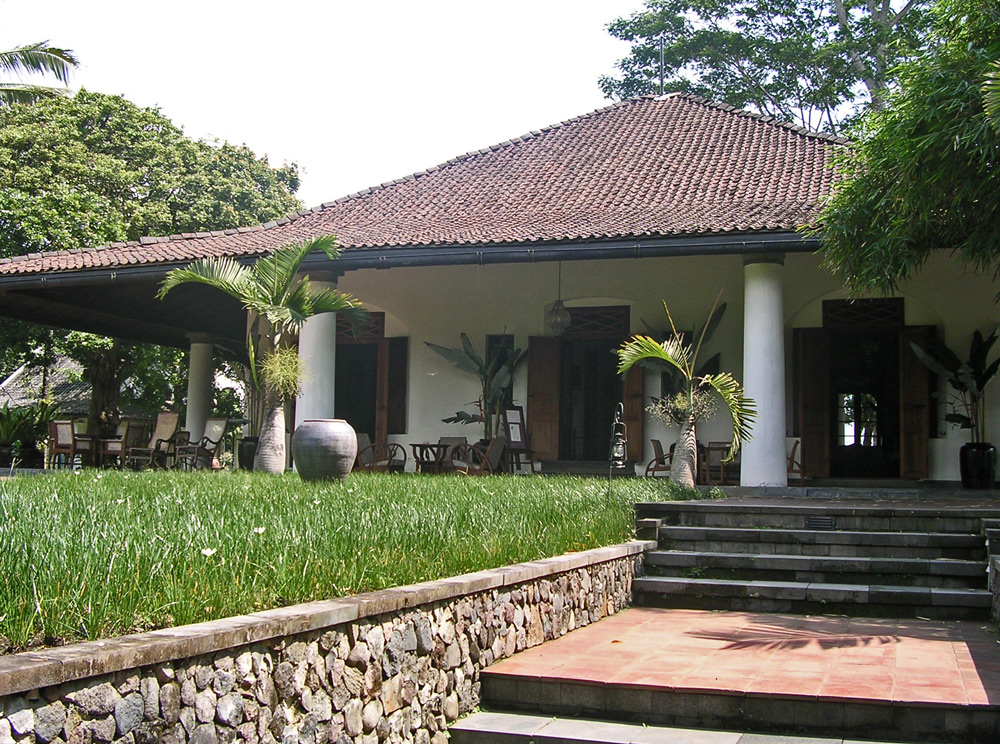
Indoeuropäisches Haus (Losari Resort, Magelang, Java, Indonesien)
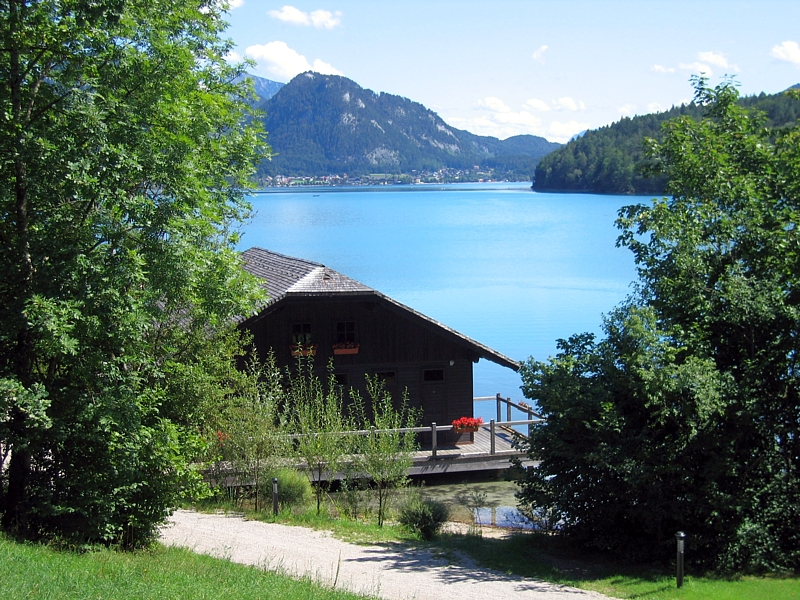
Salzkammergut-Bootshaus (Schloss Fuschl, Salzburgerland, Österreich)